# Michele Ceccoli
Michele Ceccoli (ur. 4 grudnia 1973 w Rzymie) – sanmaryński piłkarz występujący na pozycji bramkarza, trzykrotny reprezentant San Marino.

## Sukcesy
AC Libertas
- mistrzostwo San Marino: 1995/96
- Puchar San Marino: 2005/06, 2013/14
- Superpuchar San Marino: 1996, 2014

SP Tre Fiori
- Puchar San Marino: 2018/19